# 比尔·张伯伦
威廉·马丁·张伯伦（英語：William Martin Chamberlain，1949年12月16日—2025年7月14日），美国NBA联盟前职业篮球运动员。他在1972年的NBA选秀中第3轮第13顺位被金州勇士选中。